# St.-Annen-Kirche (Sankt Petersburg)

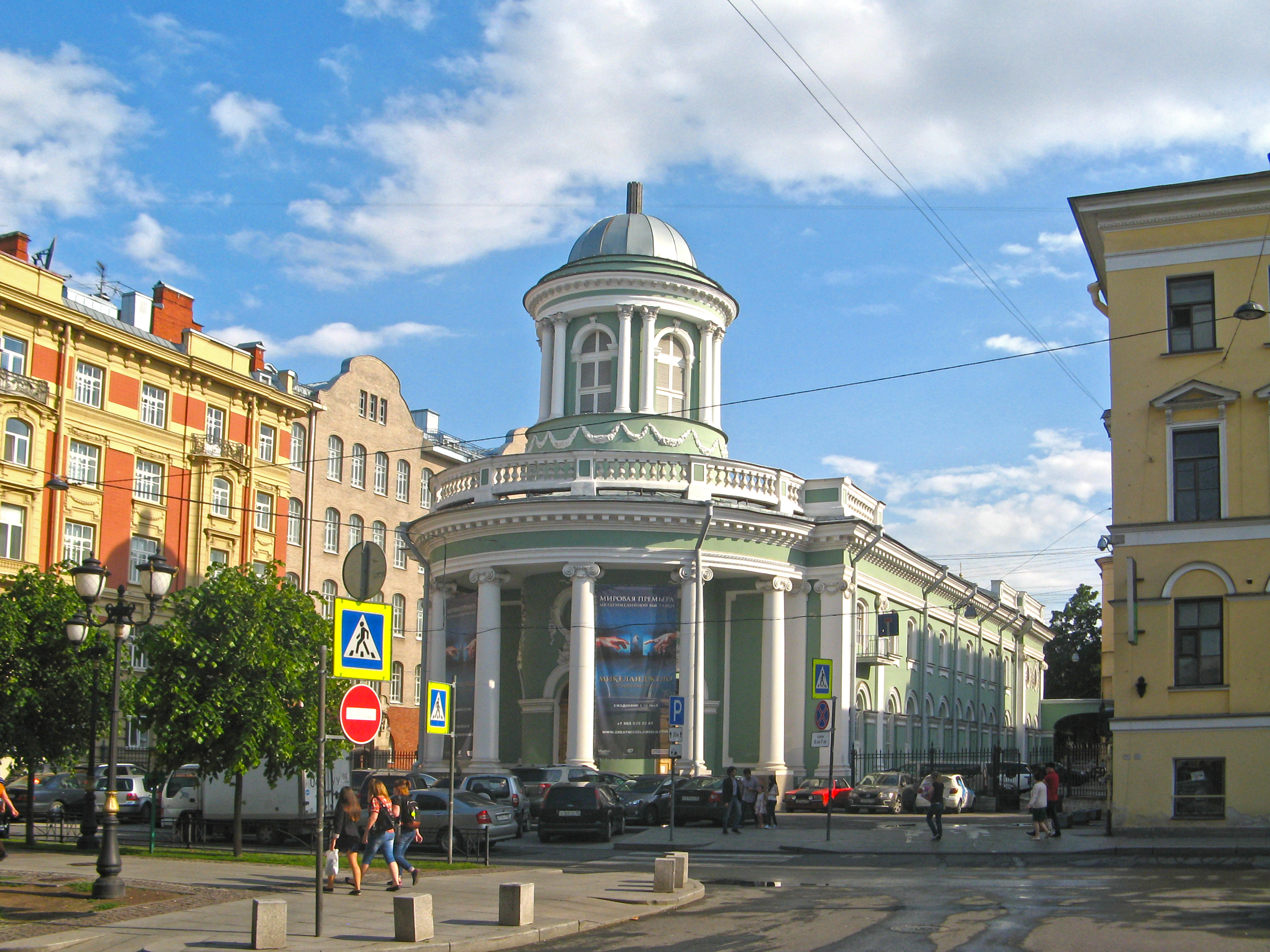
St.-Annen-Kirche, 2016

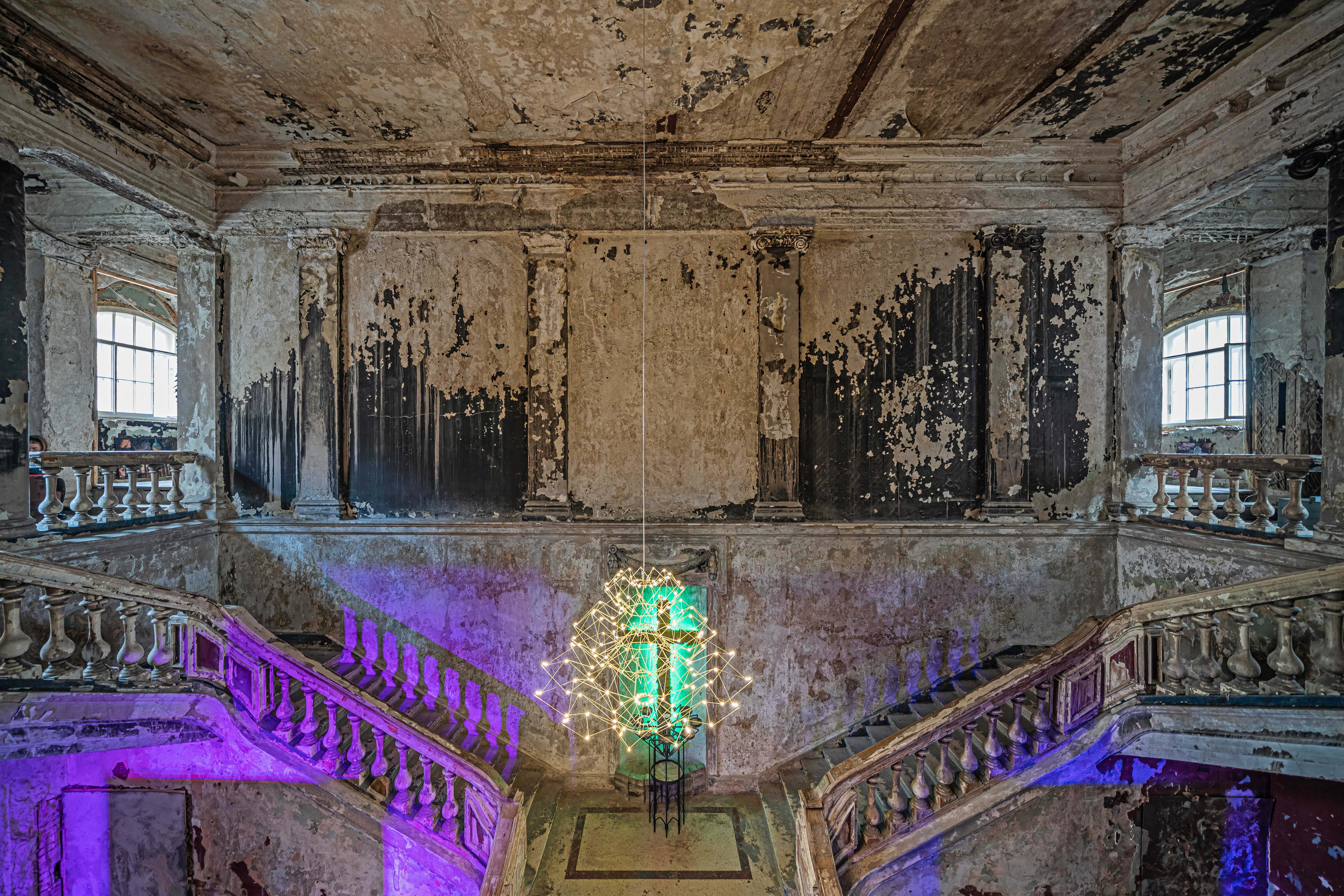
Innenansicht, 2019

Die St.-Annen-Kirche (russisch Це́рковь Свято́й А́нны) ist ein Kirchengebäude in Sankt Petersburg, das bis zu ihrer Schließung 1935 zur deutschen evangelisch-lutherischen St-Annen-und-St-Petri-Kirchengemeinde gehörte. Es steht auf der föderalen Denkmalsliste Russlands. Seit 2013 gehört sie zur Evangelisch-Lutherischen Kirche des Ingermanlandes.

## Geschichte

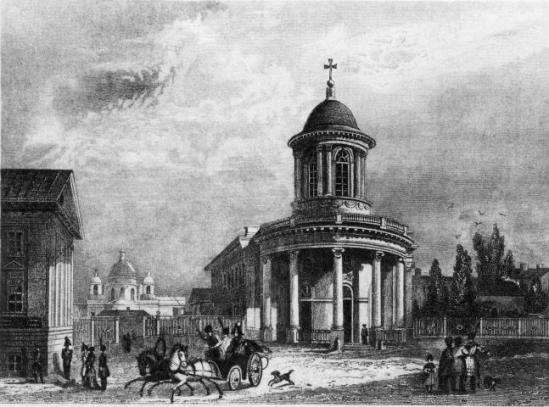
St.-Annen-Kirche, 1834

Die St.-Annen-Kirche wurde zwischen 1775 und 1779 von der St. Annengemeinde an Stelle eines 40 Jahre älteren Kirchengebäudes erbaut und ist damit eine der ältesten Kirchen der Stadt. Baumeister war der kaiserliche Hofarchitekt Georg Friedrich Veldten (1730–1801).
Zwischen 1925 und 1934 fand hier regelmäßig das Theologische Seminar der Evangelisch-Lutherischen Kirche in der Sowjetunion statt, und 1935 wurde die Kirche geschlossen. Das Gebäude blieb aber erhalten, da 1940 das Kino „Spartak“ in der umgebauten Kirche eröffnet wurde.
Durch Glasnost wurde 1992 die Rückgabe an die Kirche theoretisch möglich, praktisch aber wegen Mangel an einer alternativen Räumlichkeit für das Kino versagt. Jedoch erhielt die Gemeinde die Erlaubnis, hier wieder Gottesdienste zu feiern.
Nach der Schließung des Kinos im Jahr 2001 aus wirtschaftlichen Gründen erfolgte statt der erwarteten Übergabe an die Kirchengemeinde ein ungenehmigter Umbau zu einem Nachtclub, der fast das ganze Jahr 2002 in Betrieb war. Im Zuge des Räumungsurteils im November 2002 brannte das Gebäude am 6. Dezember aus.
Erst im September 2004 wurde die Kirche der ELKRAS vom staatlichen Vermögensamt zur Nutzung zurückgegeben.